# Eumelea fumicosta
Eumelea fumicosta är en fjärilsart som beskrevs av W. Warren 1896. Eumelea fumicosta ingår i släktet Eumelea och familjen mätare. Inga underarter finns listade i Catalogue of Life.